# Добрик, Иван Тимофеевич
Иван Тимофеевич Добрик — советский одиночный снайпер 21-й стрелковой дивизии внутренних войск НКВД 42-й армии Ленинградского фронта, кавалер орденов Ленина, Красного Знамени и Отечественной войны I степени. На счету Ивана записано 302 подтверждённых уничтоженных солдат и офицеров противника.

## Биография
Иван Тимофеевич Добрик родился в 1921 году в селе Худолиевка Семёновского района Полтавской губернии. Старший сын в многодетной семье, чтобы хоть как-то помочь родителям, Иван рано уехал на заработки в Астрахань, где ходил с рыбаками в море. В октябре 1940 года Иван был призван в армию и направлен в войска НКВД.
Снайпер тов. Николаев из части, где командиром тов. Кутятин, истребил 211 немцев. Снайпер этой же части тов. Добрик истребил 216 гитлеровцев…
Служил Добрик в 14-м стрелковом Краснознамённом полку 21-й стрелковой дивизии внутренних войск НКВД, которая воевала на Ленинградском фронте. 22 февраля 1942 года в Смольном на 1-м слёте снайперов Ленинградского фронта, Иван Добрик, уничтоживший за январь 54 солдат и офицеров противника, был награждён орденом Красного Знамени и от управления Ленинградского фронта получил именную снайперскую винтовку. В марте Иван был ранен, но смог быстро вернуться в строй. К 1 мая 1942 года, когда снайперы Добрик и Евгений Николаев присутствовали на торжественном первомайском собрании Кировского завода, на счету Ивана числились 152 уничтоженных противника. Всего за период с ноября 1941 года по август 1942 года Иван уничтожил 247 солдат и офицеров противника и был представлен к награждению орденом Отечественной войны I степени. Согласно наградному листу, Добрик так же обучил и подготовил 27 снайперов, которые уничтожили свыше 450 фашистов. 
В сентябре 1942 года Иван получил тяжелое ранение в голову и был направлен в госпиталь, после чего демобилизован. На его счету числились 302 подтверждённых уничтоженных солдат и офицеров противника. Эпизоды из службы Ивана встречаются в воспоминаниях его сослуживцев, снайперов Андреева Андрея Матвеевича, Николаева Евгения Адриановича, Пилюшина Иосифа Иосифовича.
После войны Иван Добрик жил в селе Кудлаи Немировского района Винницкой области, где работал плотником в колхозе, принимал участие в восстановлении общественного хозяйства.